# Парламентские выборы в Бенине (1984)
Выборы в Национальное революционное собрание Бенина проходили 10 июня 1984 года. Первоначально выборы должны были состояться в 1983 году, но срок работы парламента был продлён на 18 месяцев. Количество мест Национального собрания было уменьшено с 334 до 196 депутатов. В стране существовала однопартийная система под руководством Партии народной революции Бенина. Избиратели могли голосовать за список из 196 партийных кандидатов. В результате список был одобрен 98,2% голосов при явке 93,1%. После парламентских выборов 31 июля 1984 года Национальное революционное собрание на безальтернативной основе переизбрало Матьё Кереку президентом страны.

## Результаты
| Выбор                               | Голоса    | %    |
| ----------------------------------- | --------- | ---- |
| Одобрить                            | 1 811 808 | 98,2 |
| Не одобрить                         | 27 720    | 1,9  |
| Воздержались                        | 6 397     | 0,3  |
| Недействительных/пустых бюллетеней  | 5 119     | –    |
| Всего                               | 1 851 044 | 100  |
| Зарегистрированных избирателей/Явка | 1 987 173 | 93,1 |
| Источник: Nohlen et al.             |           |      |

## Состав Национального собрания
Национальное революционное собрание формировалось по профессиональной принадлежности из 22 квот на каждую профессию. Наибольшее количество мест было дано крестьянам и ремеслинникам из сельской местности (78), партработникам (31), госслужащим (по 6 категориям), военным (3 категории), рабочим, служителям культа, студентам, пенсионерам, работникам магистратур и национальной буржуазии. Срок депутатов Собрания, или народных комиссаров, был продлён с 3 до 5 лет.